# Sándor Wekerle
Sándor Wekerle (în germană Alexander Wekerle; n. 14 noiembrie 1848, Mór, Ungaria Regală, Ungaria – d. 26 august 1921, Budapesta, Regatul Ungariei) a fost un politician maghiar de etnie germană, primul ministru-prezident al Transleithaniei care nu provenea din rândurile aristocrației. Primul său mandat în fruntea guvernului Transleithaniei s-a desfășurat între 1892 și 1895, al doilea din 1906 până în 1910. În 1917 a fost numit încă o dată ministru-prezident, dar și-a pierdut funcția în toamna lui 1918, în cursul Revoluției Crizantemelor.